# Norberto Peluffo
Norberto José Peluffo Ortíz (Bucaramanga, Santander; 26 de junio de 1958) es un exfutbolista, exdirector técnico y actual comentarista deportivo colombiano de origen argentino.

## Plano personal
Su padre, el argentino Norberto Juan Peluffo también fue futbolista y entrenador profesional. Al Atlético Bucaramanga lo dirigió entre (1993-1994) y (1999).
Su hermano Martín Peluffo jugó para el Atlético Bucaramanga y como entrenador dirigió al Real Santander.

## Trayectoria

### Atlético Nacional
Llegó al verde después de que en un torneo de fútbol en la ciudad de Bogotá lo vieran directivos del club. Con apenas 13 años, llega a Medellín para entrenar con el club: durante 2 años entró con la profesional y a sus 15 años por fin le dieron la oportunidad de debutar, convirtiéndose en un referente con altas y bajas.

### Millonarios
Llegó al cuadro embajador procedente de Atlético Nacional en 1983. Con los azules disputó 147 partidos y anotó 142 goles, uno de ellos en la Copa Libertadores de 1985.

### América, Once Caldas y Quindio
Al América de Cali llegó procedente de Millonarios debido a una lesión y por las ansias de volver a jugar tomó nuevos rumbos recalando en dos ocasiones en el Deportes Quindío y una en 1987 en el Once Caldas. Sumando las lesiones y su problema con el alcoholismo que tenía desde los 15 años, aun con muchísimo fútbol por delante, decide colgar los guayos y dedicarse a formar jugadores.

### Como entrenador
Apenas se retiró decidió seguir en el fútbol como DT y el Atlético Bucaramanga le dio la oportunidad en las inferiores, donde estuvo algunos meses, luego de que la dimayor aprobara la Segunda División-Primera B. En Colombia la Alianza Petrolera lo llama para ser en timonel del club refinero donde dirige durante todo el 1992. Para la temporada 1993-1994 regresa al Atlético Bucaramanga donde dirige a la profesional; para 1995 no dirige ningún club; a inicios del 1996 recibe la llamada del Atlético Nacional para que fuera el entrenador. Con el verde país logra su primer y único título como entrenador y se queda en Medellín 2 años. Pasaría por Envigado y Junior hasta que en 2003-2004 regresa a Millonarios, donde ya había estado como jugador, ahora en su faceta como entrenador y alcanza 2 semifinales dirigiendo 109 partidos. Al cuadro embajador por esas épocas el Club estaba pasando por su peor crisis económica y Peluffo es despedido. Al siguiente año es contratado por el Deportivo Cali y al siguiente por el Deportivo Pereira. Sin mayor trascendencia durante muchos años fue el director deportivo de Atlético Nacional y desde mediados del 2015 ocupó ese mismo cargo en Millonarios.
Después de dirigir al Junior de Barranquilla decidió que no quería dirigir más a equipos profesionales y desde entonces ha trabajado como director deportivo en Nacional y Millonarios; siendo, como se conoce por muchos en el léxico deportivo, "cazatalentos" además de estar ayudando a terminar de formar a los jugadores.

## Clubes

### Como jugador
| Club              | País     | Año       |
| ----------------- | -------- | --------- |
| Atlético Nacional | Colombia | 1977-1982 |
| Millonarios       | Colombia | 1983-1986 |
| América de Cali   | Colombia | 1987      |
| Deportes Quindío  | Colombia | 1988      |
| Once Caldas       | Colombia | 1989      |

### Como entrenador
| Club                      | País      | Año       |
| ------------------------- | --------- | --------- |
| Alianza Petrolera         | Colombia  | 1992      |
| Atlético Bucaramanga      | Colombia  | 1993-1994 |
| Selección Colombia Sub-23 | Colombia  | 1994      |
| Atlético Nacional         | Colombia  | 1996-1997 |
| Envigado FC               | Colombia  | 1997-1998 |
| Carabobo                  | Venezuela | 1998-1999 |
| Atlético Bucaramanga      | Colombia  | 1999      |
| Junior de Barranquilla    | Colombia  | 2000-2001 |
| Delfines de Coatzacoalcos | México    | 2002      |
| Millonarios               | Colombia  | 2003-2004 |
| Deportivo Cali            | Colombia  | 2004      |
| Deportivo Pereira         | Colombia  | 2005      |
| Junior de Barranquilla    | Colombia  | 2005-2006 |

### Como director deportivo
| Club                 | País     | Año       |
| -------------------- | -------- | --------- |
| Atlético Bucaramanga | Colombia | 1991      |
| Atlético Nacional    | Colombia | 2007-2012 |
| Real Santander       | Colombia | 2013-2014 |
| Millonarios          | Colombia | 2015-2019 |

## Estadísticas como entrenador
| Millonarios · Colombia | 1ª    | 2003  | 48 | 21 | 11 | 16 | - | - | - | - | - | - | - | - | 48 | 21 | 11 | 16 | 34.72% |
| Millonarios · Colombia | 1ª    | 2004  | 19 | 7  | 5  | 7  | - | - | - | - | - | - | - | - | 19 | 7  | 5  | 7  | 45.61% |
| Millonarios · Colombia | Total | Total | 67 | 28 | 16 | 23 | 0 | 0 | 0 | 0 | 0 | 0 | 0 | 0 | 67 | 28 | 16 | 23 | 49.75% |
| 1. 2.                  |       |       |    |    |    |    |   |   |   |   |   |   |   |   |    |    |    |    |        |

## Selección Colombia
Peluffo hizo varias apariciones para la selección de fútbol de Colombia, incluyendo la participación en la Copa América de 1983, en donde jugó contra Bolivia y Perú.
Peluffo jugó para Colombia en los Juegos Olímpicos de 1980 en Moscú.

## Palmarés

### Como jugador
| Título                | Club              | País     | Año  |
| --------------------- | ----------------- | -------- | ---- |
| Campeonato colombiano | Atlético Nacional | Colombia | 1981 |

### Como entrenador
| Título              | Club              | País     | Año  |
| ------------------- | ----------------- | -------- | ---- |
| Copa Interamericana | Atlético Nacional | Colombia | 1997 |

### Como director deportivo
| Título                | Club              | País     | Año  |
| --------------------- | ----------------- | -------- | ---- |
| Torneo Apertura       | Atlético Nacional | Colombia | 2007 |
| Torneo Finalización   | Atlético Nacional | Colombia | 2007 |
| Torneo Apertura       | Atlético Nacional | Colombia | 2011 |
| Superliga de Colombia | Atlético Nacional | Colombia | 2012 |
| Copa Colombia         | Atlético Nacional | Colombia | 2012 |
| Torneo Finalización   | Millonarios       | Colombia | 2017 |
| Superliga de Colombia | Millonarios       | Colombia | 2018 |

## Filmografía
- Desde el año 2006, Peluffo es el técnico invitado en las transmisiones de Gol Caracol comentando los partidos de la Clasificación de Conmebol para la Copa Mundial de Fútbol.[cita requerida]